# Louis Jouhanneau
Louis Jouhanneau, né le 6 octobre 1885 à Nohant-Vic (Indre) et mort le 20 octobre 1973 à Tours (Indre-et-Loire), est un homme politique français.

## Biographie
Fils d'un ouvrier agricole, Louis Jouhanneau est employé des chemins de fer à partir de 1910, et s'installe pour des raisons professionnelles en Indre-et-Loire, où il poursuit sa carrière jusqu'au poste de contrôleur technique principal, avant de prendre sa retraite, en 1943.
Modeste conseiller municipal de Saint-Symphorien depuis 1929, il adhère au Rassemblement du Peuple Français dès sa création, et devient, en 1947, maire-adjoint de cette commune, avant d'en être élu maire, en 1953.
Ayant rejoint les Républicains Sociaux après la dissolution du RPF, il se présente aux cantonales de 1955 dans le canton de Tours-Nord, avant de se désister en faveur du MRP Joannès Dupraz.
Au retour de Charles de Gaulle au pouvoir, en 1958, Louis Jouhanneau rejoint logiquement l'Union pour la nouvelle République, et se présente sous cette étiquette aux élections législatives de novembre. Arrivé en tête au premier tour dans la deuxième circonscription, il l'emporte au second avec 46,8 % des voix à l'occasion d'une quadrangulaire.
Assez typique des députés « godillots », il n'intervient pas en séance pendant toute la législature et vote conformément aux positions du groupe gaulliste, soutenant systématiquement le gouvernement.
En 1962, du fait de son âge (il a soixante-dix-sept ans), il décide de ne pas se représenter. Il suit la fusion de sa commune avec celle de Tours, qui est effective en 1964. Il finit sa carrière politique comme adjoint spécial de Tours.

## Distinctions
- Médaille d'honneur du travail, argent

## Détail des fonctions et des mandats
Mandat parlementaire
- 30 novembre 1958 - 9 octobre 1962 : Député de la 2e circonscription d'Indre-et-Loire